# Eremogone jakutorum
Eremogone jakutorum là loài thực vật có hoa thuộc họ Cẩm chướng. Loài này được (A.P.Khokhr.) N.S.Pavlova mô tả khoa học đầu tiên năm 1996.